# Roland Leduc
Roland Leduc (né à Longueuil, au Québec, le 25 juillet 1907, et décédé à Magog le 15 septembre 2001, à l'âge de 94 ans) est un violoncelliste, chef d'orchestre, professeur et haut fonctionnaire québécois. 

## Biographie
Roland Leduc commence l'étude du piano avec sa mère à l'âge de 6 ans, mais il opte pour le violoncelle à l'âge de 14 ans. Il travaille alors avec Jean-Baptiste Dubois. 
Boursier du gouvernement du Québec, il est admis au Conservatoire royal de Bruxelles (1927-1931) dans la classe de Marix Loevensohn. Au Conservatoire royal de Bruxelles, il obtient le premier prix en 1929 et le prix de virtuosité Van Cutsem en 1930. En tant que surnuméraire, il participe à deux concerts de l'orchestre philharmonique de Bruxelles dirigés par Maurice Ravel et Richard Strauss.
De retour à Montréal en 1931, il donne des récitals et se produit comme soliste. Il est violoncelle solo de l'Orchestre des concerts symphoniques de Montréal (Orchestre symphonique de Montréal) de 1940 à 1948. Avec son épouse, la violoniste Annette Lasalle-Leduc (1903-1999), et son frère Jean Leduc (1910-2008), pianiste, il forme le Trio Leduc. Avec les violonistes Maurice Onderet et Annette Lasalle-Leduc et l'altiste Lucien Robert, il forme le Quatuor de Montréal qui se produit en récital au Québec et en France en 1939. Il devient professeur (1937-1953) à l'École supérieure de musique d'Outremont (École de musique Vincent-d'Indy). 
Par la suite, il est directeur musical à la radio de Radio-Canada pour les émissions radiophoniques Les Maîtres de la musique, Images de la Renaissance et Radio-Collège, émission pour laquelle il est animateur et chef d'orchestre de séries d'initiation aux instruments et à l'orchestre. En janvier 1948, il inaugure, à la radio de Radio-Canada, la série hebdomadaire Les Petites symphonies, à laquelle son nom reste attaché à titre de chef d'orchestre jusqu'en 1965. 
Tout en étant chef invité de grands orchestres canadiens, il effectue trois tournées européennes (1952, 1968, 1969-1970), dirigeant l'orchestre de la BBC à Manchester, ainsi que des orchestres radiophoniques à Bruxelles, Lausanne, Lugano, Paris et Turin.  Au cours de son dernier séjour en Europe, il devient le premier chef canadien à avoir dirigé l'Orchestre national de l'ORTF, dans la série Les Grands chefs d'orchestre. 
Il succède en 1961 à Wilfrid Pelletier, au poste de directeur du Conservatoire de musique de Montréal, un poste qu'il assume jusqu'en 1967. Il est par la suite directeur de l'Expo-Théâtre (1970-1975) à Montréal et chef de l'Orchestre symphonique de Sherbrooke (de 1977 à 1980).
En 1979, il est nommé membre de l'Ordre du Canada.

## Honneur
- 1979 : Membre de l'Ordre du Canada[2]